# Manjra
La  Manjra   (marathi : मांजरा; télougou : మంజీర; kannada : ಮಂಜೀರ) est une rivière de l'Inde, long de 724 km qui prend sa source à Trimbak dans les Ghats occidentaux, près de Nasik, et un affluent droit de la Godavari.

## Géographie
Elle traverse les États de Maharashtra, Karnataka et du Telangana.
Elle prend sa source dans les collines de Balaghat à 823 m d'altitude.
Son bassin versant est de 30844km2